# БТ Циганова
БТ Циганова (проєкт 2) — проєкт радянського легкого танка розробленого в 1934 р. під керівництвом М. Ф. Циганов з метою поліпшення швидкісних характеристик танків БТ. У рамках проєкту передбачалося заново спроєктувати ходову частину танка БТ.

## Історія створення
На початку 1934 р. до комвійськами УВО Й. Якіра звернулася група раціоналізаторів під керівництвом інженера М. Циганова. Молоді конструктори запропонували поліпшити швидкісні характеристики танків БТ за рахунок змін в ходовій частині. Було розглянуто два проєкти: перший передбачав три ведучих пари котків замість однієї та деякі доробки в корпусі, другий варіант (радикальніший) мав абсолютно нову ходову частину, що складається із серії опорних котків з'єднаних шарнірним ланцюгом. Опора танка на котки здійснювалася за допомогою лиж, які для граничної гнучкості були зроблені складовими з окремих ланок на шарнірах. Використання такого типу рушія дозволяло розвивати проєктну швидкість 105 км/год при збереженні маневрених характеристик.
25 квітня 1935 р. Ворошилов віддав наказ про будівництво трьох танків кожного зразка, але реально побудували лише БТ-ІС (проєкт 1). Мабуть ходова частина швидкохідного танка «проєкту 2» була визнана надмірно трудомісткою у виробництві та вразливою в бойових умовах.